# Rue Achille-Luchaire
La rue Achille-Luchaire est une rue du 14e arrondissement de Paris. 

## Situation et accès

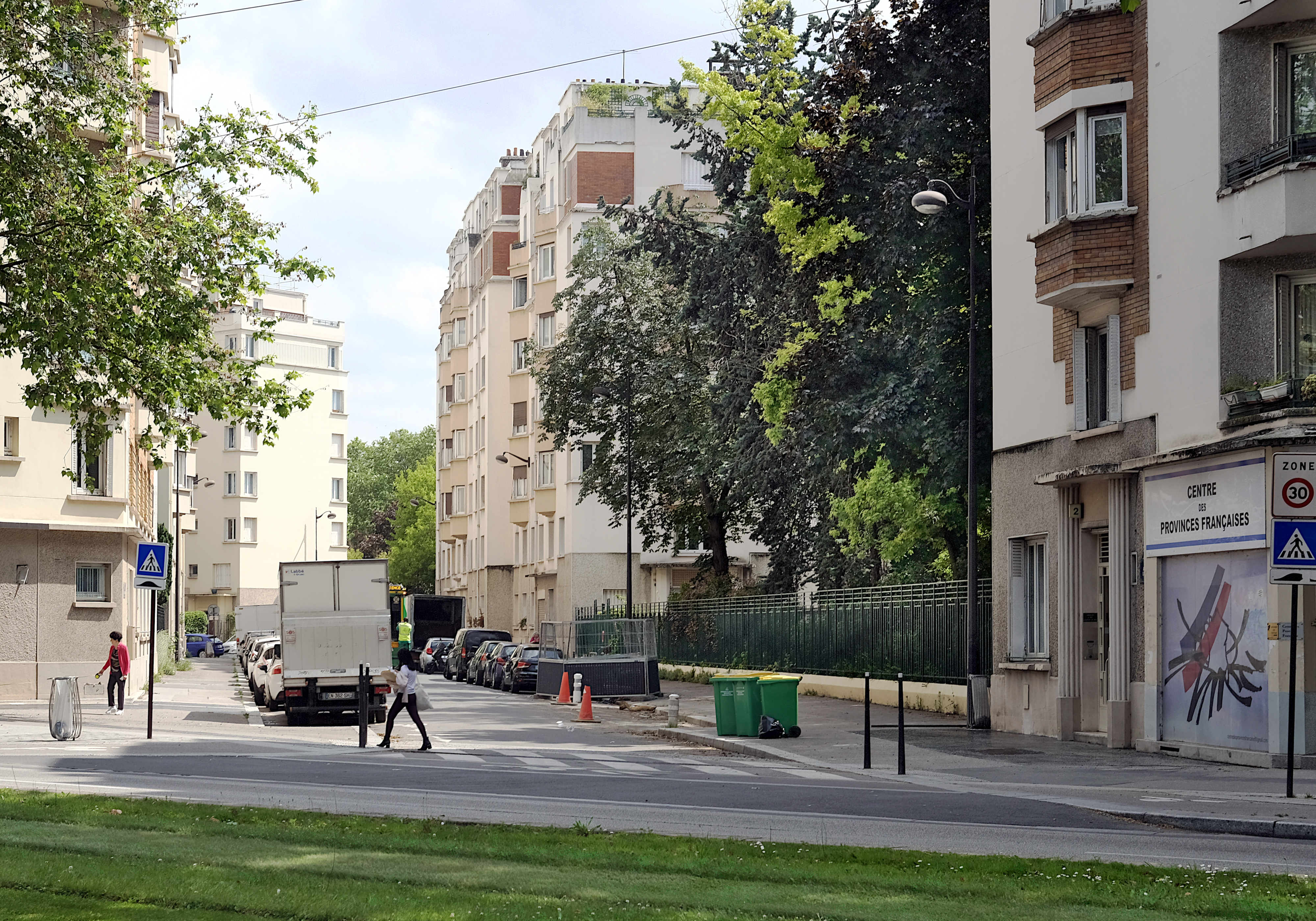
La rue vue depuis le boulevard Brune (juin 2024).

## Origine du nom
La rue porte le nom de l'historien français Achille Luchaire (1846-1908).

## Historique
La voie a été ouverte et a pris sa dénomination actuelle en 1932, sur l'emplacement du bastion no 79 de l'enceinte de Thiers.